# Castor Cantero
Castor Cantero (12 de gener de 1918 - ?) fou un futbolista paraguaià.

## Selecció del Paraguai
Va formar part de l'equip paraguaià a la Copa del Món de 1950. També participà en les Copes Amèrica de 1946 i 1949. During most of his career he played for Olimpia Asunción.